# Площадь Санто-Доминго (Мадрид)
Площадь Санто-Доминго (исп. Plaza de Santo Domingo) — площадь неправильной формы в центре Мадрида, столицы Испании. На ней сходятся улицы Калье-де-Хакометресо, Калье-де-Пресьядос, Калье-де-Венерас, Костанилья-де-лос-Анхелес, Куэста-де-Санто-Доминго, Калье-де-ла-Бола, Калье-де-Ториха, Калье-де-Леганитос, Калье-де-Исабель-ла-Католика, Калье-де-Сан-Бернардо и Калье-де-Сильва. Площадь Санто-Доминго занимает территорию в 8488 м².

## История
Педро де Репиде, мадридский публицист и историк города, описывал площадь Санто-Доминго как «интересное мадридское место, фактически состоящее из двух площадей, соединённых угольником». Площадь Санто-Доминго возникла на территории перед монастырём, основанным святым Домиником (Доминго де Гусманом) в 1218 году. Расположенная в северной части города в XVI веке, недалеко от стен Филиппа II, площадь играла роль ключевого пунктом для движения транспорта, прибывающего в Мадрид из Эль-Пардо или Фуэнкарраля. Она уже была известна под своим названием в 1656 году, когда была отмечена на плане Мадрида, созданном порутгальским картографом Педру Тейшейрой. Во время правления испанского короля Филиппа II доминиканцами была построена церковь, которая была известна своими гробницами и захоронениями. Огромный монастырь Санто-Доминго занимал территорию, тянущуюся вдоль Куэста-де-Санто-Доминго, простираясь от площади Санто-Доминго до площади Изабеллы II.
В 1637 году на территории площади был заложен монументальный фонтан, существовавший до 1865 года. Площадь приобрела свои нынешние размеры после сноса монастыря во время церковных конфискаций XIX века.
В своих мадридских хрониках Репиде повествует о том, что это самобытное пространство, как и площадь Антона Мартина, было ареной кровопролитных боёв, которыми 22 июня 1866 года сопровождалось восстание казарм Сан-Хиль. С помощью него прогрессисты и демократы намеревались свергнуть монархию во главе с Изабеллой II.
По заметке Репиде площадь славилась «отбивными из Баррионуэво», которые готовили на гриле в местном кафе. В первой половине XX века здесь же был открыт популярный цветочный рынок, а весной тут продавалась клубника из Аранхуэса и творог из серранского городка Мирафлорес. «Колоритная уличная индустрия», которая исчезла с появлением большой парковки.
В 1959 году в месте слияния площади Санто-Доминго и одноимённой улицы была построена трёхэтажная большая парковка (подземная и открытая). По мнению некоторых специалистов она стала одним из самых неудачных примеров городской архитектуры в Мадриде периода так называемого второго франкизма.
В феврале 2006 года начались работы по сносу уродливого сооружения, и городской совет Мадрида объявил конкурс проектов застройки с предполагаемым бюджетом в 7,2 миллиона евро. Требовалось обустроить пространство в 3500 м² пешеходной зоны, подземное сооружение парковки было скрыто и заброшено. Новая площадь с озеленённой территорией, спроектированной Агатой Руис де ла Прада, была открыта в апреле 2007 года. В 2017 году появилась идея вновь использовать огромную заброшенную «нору» в качестве парковки.

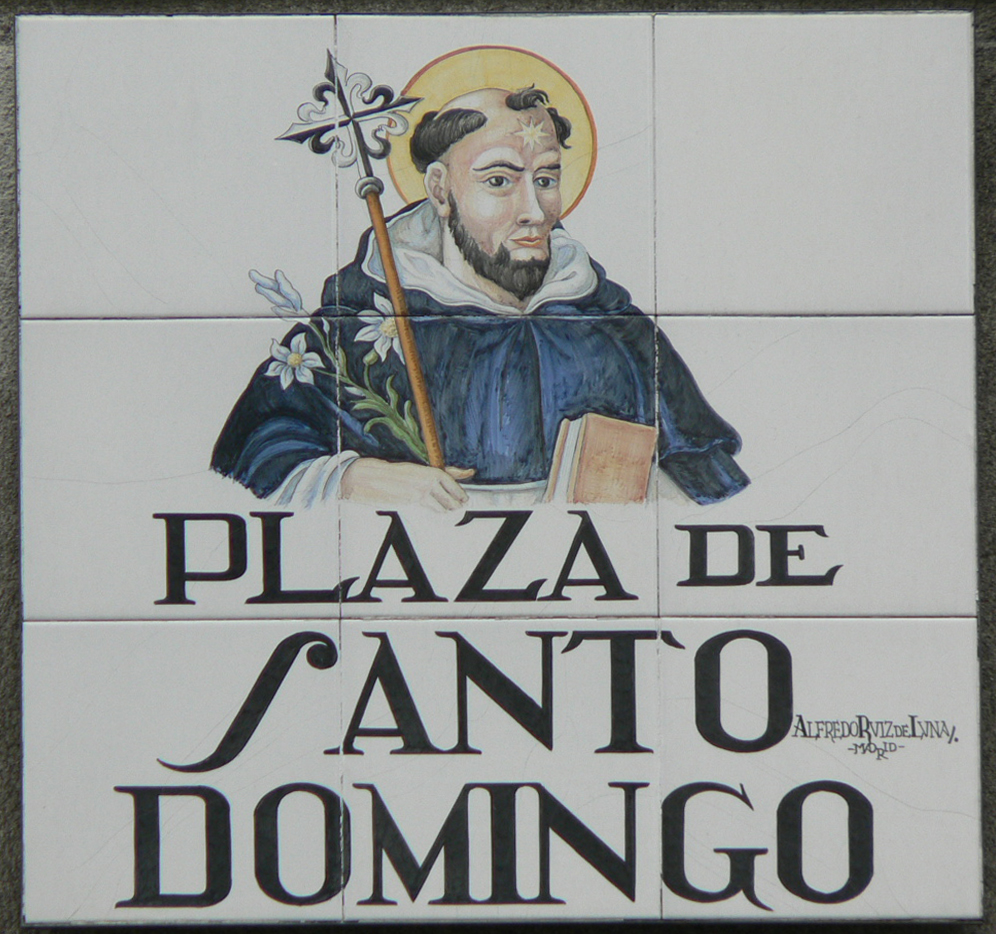
Табличка с названием площади, работа керамиста Альфредо Руиса де Луны[исп.].
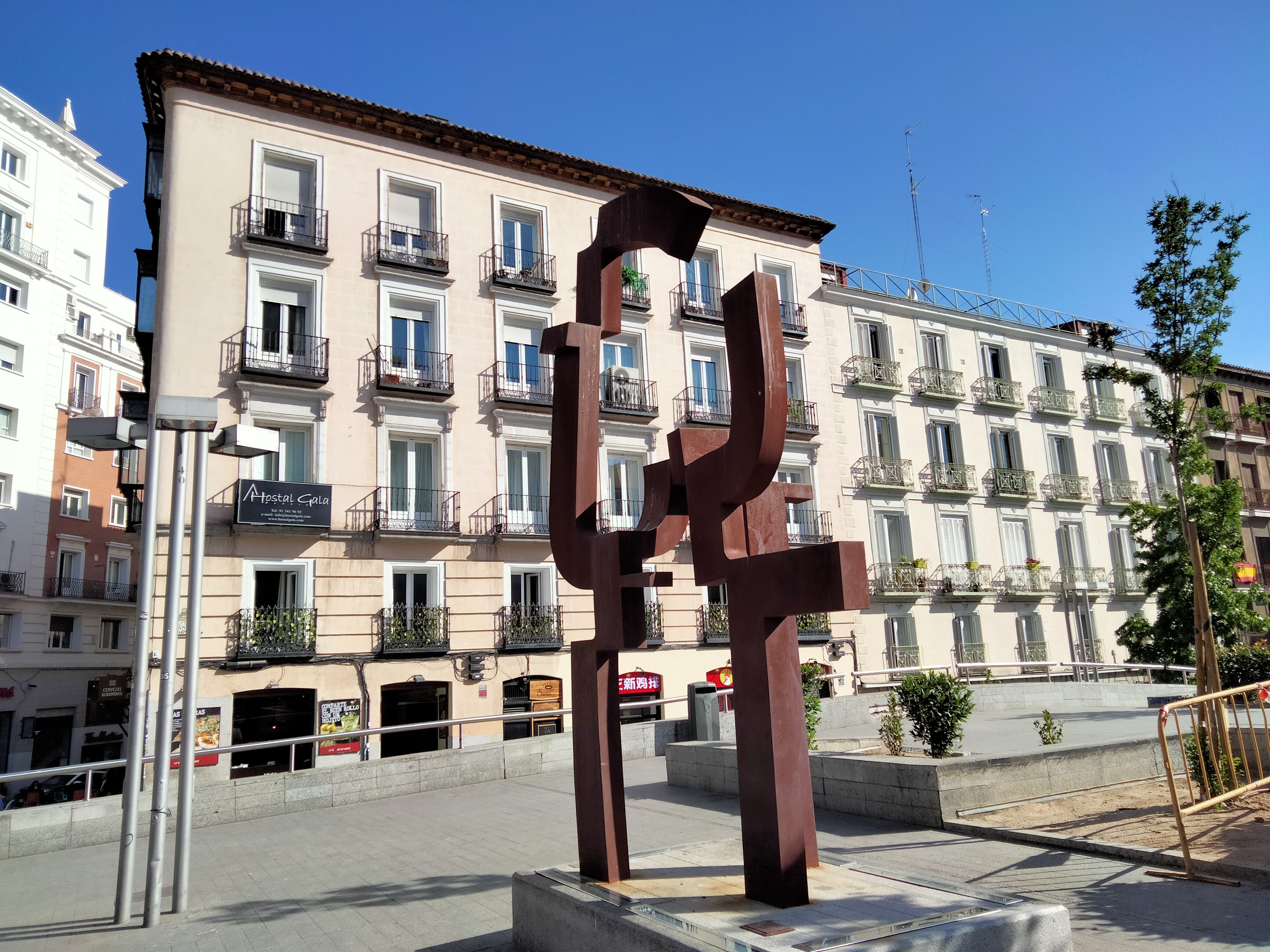
«Агора», скульптура Карлоса Альберта[англ.] на площади Санто-Доминго.
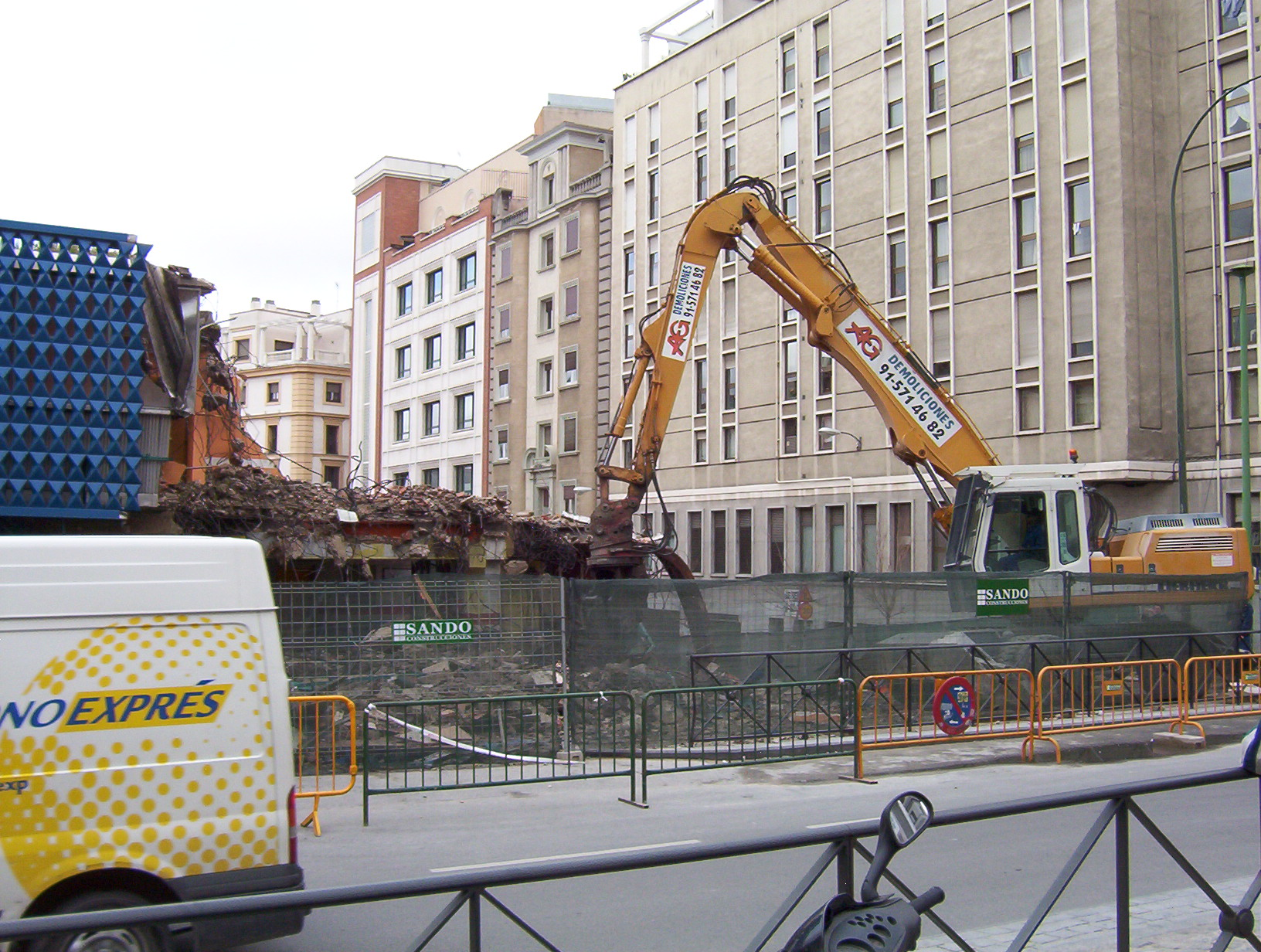
Снос здания парковки на площади в 2006 году
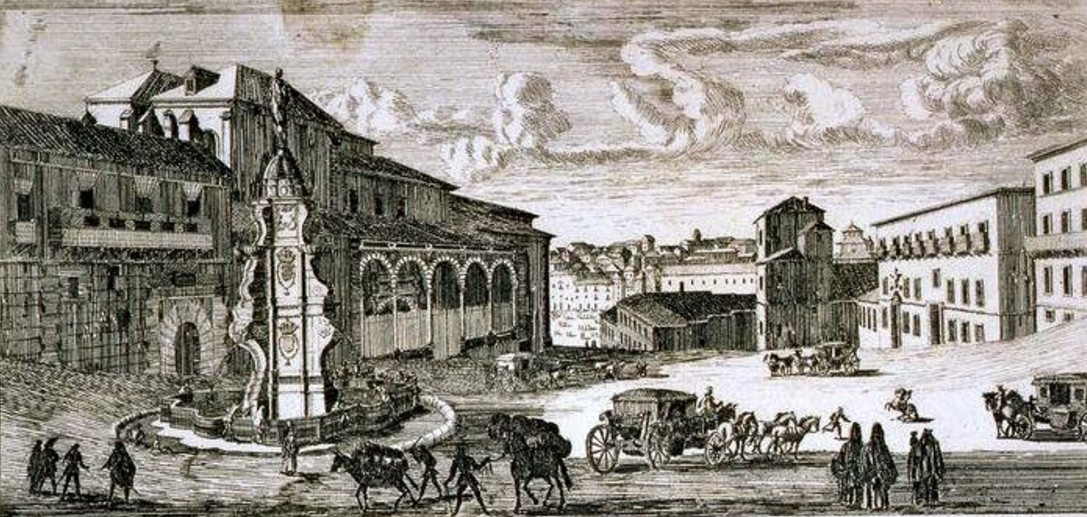
Монументальный фонтан[исп.] на площади Санто-Доминго.